# Porphyra umbilicalis
Porphyra umbilicalis Kütz. è una specie d'alga rossa appartenente alla famiglia delle Bangiaceae.
Questa specie è particolarmente comune nell'emisfero boreale, dove si può trovare sia nell'Oceano Atlantico come nell'Oceano Pacifico; tuttavia, pur essendo presente sia nel Mar Mediterraneo che nel Mare del Nord, questa specie è del tutto inesistente nel Mar Baltico. P. umbilicalis è una specie pelagica che vive ancorata a strutture di supporto, principalmente rocce o boe nel piano sopralitorale.
Nella maggior parte dei paesi europei cosi come in Asia, questa specie è conosciuta volgarmente come nori ed è particolarmente famosa per essere usata nella cucina giapponese come ingrediente per la preparazione del sushi (specialmente degli onigiri). Nelle Isole Britanniche, invece, è più comunemente conosciuta come laver (in inglese), lawrl/lafwr (in gallese) o slake (in irlandese) ed è usata come ingrediente principale per la preparazione del Laverbread insieme ad un'altra alga, Ulva lactuca.